# Linum intercursum
Linum intercursum är en linväxtart som beskrevs av Eugene Pintard Bicknell. Linum intercursum ingår i släktet linsläktet, och familjen linväxter. Inga underarter finns listade i Catalogue of Life.